# Matzko von Borck

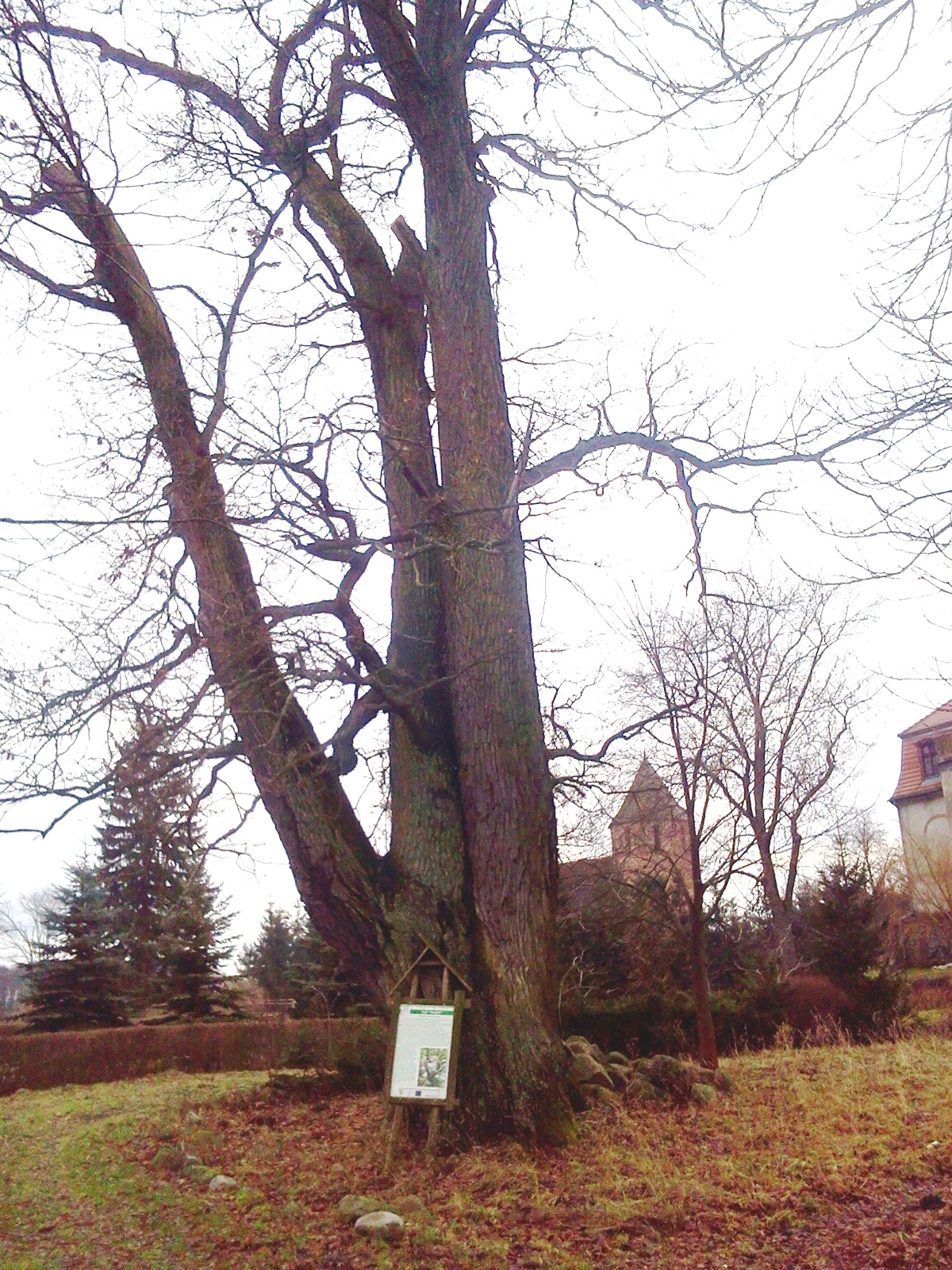
Dąb „Maćko” obok zamku w Strzmielach

Matzko von Borck (Matzke von Borcke, Matzke Bork, Maćko Bork) (ur. ok. 1360, zm. ok. 1426) – sprzyjający Polsce pomorski rycerz, poseł i rozbójnik ze Strzmiela z rodu Borków herbu dwa czerwone wilki na złotej tarczy; syn Borka von Borcke (ur.?, zm. 1348) i ojciec Matzka von Borcke (ur.?, zm. 1453), pradziad Sydonii von Borck.
Stał się słynny w XIV w. Europie przez porwanie i uwięzienie w Złocieńcu księcia geldryjskiego Wilhelma (1388) jadącego do krzyżaków w Malborku, napad i poturbowanie posłującego z Czech do Malborka komtura Johanna Muelheima (1392), oraz posłowanie królowi Erykowi Pomorskiemu, szukającym porozumienia z Jagiełłą przeciwko krzyżakom.

## Życiorys
Urodził się ok. roku 1360 w rodzinie pomorskiej szlachty Borcke. Od roku 1376 wzmiankowany jako giermek, a pasowany na rycerza w roku 1381. Ród ten posiadał majątki w wielu miejscowościach Pomorza Zachodniego, ale Matzke związany był najbardziej z członkami tego rodu z Łobza, Reska, Strzmiela i Węgorzyna. Zobowiązany tajnym porozumieniem (1388) z królem Władysławem Jagiełłą do działań przeciwko krzyżakom przeprowadził na terenie Pomorza Zachodniego kilka śmiałych akcji dywersyjnych i bezpośrednich potyczek z zakonem. W 1390 był w orszaku księcia Warcisława VII podpisującego w Pyzdrach układ z Jagiełłą, gdzie jako jeden z czterech rycerzy księcia przyłożył swoją pieczęć.  W 1401 podpisał w Człuchowie umowę z Krzyżakami na 10 lat, a następnie pożyczał od nich pieniądze. W 1404 wspierany przez Polskę prowadził wojnę z księciem słupskim Bogusławem VIII. Brał udział w 1409 w wyprawie krzyżackiej na Wielkopolskę, a w 1418 rozsądzał spory między księżną Zofią holsztyńską, wdową po Bogusławie VIII, a Słupskiem, Darłowem i Sławnem o pożyczkę księcia oraz był posłem do Kopenhagi do Eryka Pomorskiego, który zawarł w latach 1418 i 1419 traktat z Jagiełłą, którego świadkiem był Matzko von Borck. W roku 1423 doprowadził do porozumienia w Szczecinku książąt pomorskich, Eryka Pomorskiego i krzyżaków przeciwko Polsce. Zmarł ok. 1426.

## Historia
Matzko von Borck wraz z 40 zbrojnymi 13 grudnia 1388 napadł na księcia geldryjskiego (obecnie Holandia) Wilhelma jadącego do Krzyżaków, porwał go dla okupu i uwięził w Złocieńcu. Spowodowało to konflikt zbrojny Borków ze Strzmiela z księciem Wołogoszczy, więc w sierpniu 1389 Maćko Borko uwolnił księcia Wilhelma. W tym samym roku 1389 na Strzmiele napadli Krzyżacy i spalili miejscowość. W 1390 podczas składania hołdu Władysławowi Jagielle w Pyzdrach w orszaku Warcisława VII był Maćko Borck. W 1392 Matzko Borck poturbował komtura z Czech, Johanna Muelheima, a w odwecie wiosną 1393 Krzyżacy pod wodzą wielkiego mistrza Konrada v. Jungingena z udziałem książąt pomorskich zniszczyli zamek i miejscowość. W odwecie za to w 1393 Matzko Borck zorganizował zbrojną wyprawę na tereny krzyżackie.